# V (Boygroup)
V war eine fünfköpfige britische Boyband, bestehend aus Antony Brant, Aaron Buckingham, Mark Harle, Kevin McDaid und Leon Pisani. Gegründet im Jahr 2003, löste sie sich nach zwei Jahren im Jahr 2005 auf.

## Geschichte
V wurde 2003 nach einer Reihe von Vorsprechen von Prestige gegründet, dem gleichen Managementteam wie hinter Busted. Gruppenmitglied Antony Brant erfand den Bandnamen „V“, weil V die römische Zahl für fünf ist und die Band fünf Mitglieder hatte. Diese Schreibweise wurde möglicherweise verwendet, um Verwechslungen mit der Boygroup Five zu vermeiden. V gab ihr Debüt zur gleichen Zeit wie McFly, indem sie Busteds Arena-Tour im Frühjahr 2004 unterstützten.
Ihre erste Single Blood, Sweat and Tears wurde im Mai 2004 veröffentlicht und stieg auf Platz 6 der UK Singles Chart ein. Das Musikvideo wurde im Februar 2004 in Miami, Florida gedreht und die Single enthielt eine Zusammenarbeit mit McFly mit dem Titel Chills in the Evening, geschrieben von Tom Fletcher von McFly und James Bourne von Busted. Die zweite Single der Band, die im August 2004 veröffentlicht wurde, war eine doppelte A-Seite und bestand aus einem neuen Song Hip to Hip und einer Coverversion von The Jacksons’ Can You Feel It. Das Musikvideo zeigte die Gruppe in Alltagsjobs wie ein Eismann und ein Milchmann. Es landete auf Platz fünf der britischen Single-Charts.
Die dritte Single You Stood Up erreichte nach einem Auftritt bei Top of the Pops Platz zwölf. Ihr gleichnamiges Debütalbum erreichte jedoch nur Platz 86 der britischen Albumcharts. Im März 2005 gab V auf ihrer Website ihre Entscheidung zur Trennung bekannt und erklärte: „Es ist für uns einfach nicht so groß geworden, wie wir es uns gewünscht hätten.“

## Nach der Trennung
Mark Harle wurde Schlagzeuger der Indie-Band Little Comets, bis er 2011 die Band verließ. Kevin McDaid wurde ein professioneller Fotograf, unter anderem fotografierte er die Cover der Westlife-Alben Where We Are und Gravity. Aaron Buckingham wechselte in die Arbeit als A & R, einschließlich der Leitung der Band Lawson. Antony Brant blieb mit den Mitgliedern von McFly befreundet und tourte mit der Band zusammen mit James Bourne und The Vamps im Frühjahr 2013 als Moderator zu ihrem Memory Lane: The Best von McFly : Memory Lane Tour.

## Diskografie
Studioalben
- 2004: You Stood Up

Singles
- 2004: Blood, Sweat & Tears
- 2004: Hip to Hip / Can You Feel It
- 2004: You Stood Up
- 2005: Earth Wind & Fire